# Oinville-Saint-Liphard
Oinville-Saint-Liphard est une commune française située dans le département d'Eure-et-Loir en région Centre-Val de Loire.

## Géographie

### Situation

Situation géographique
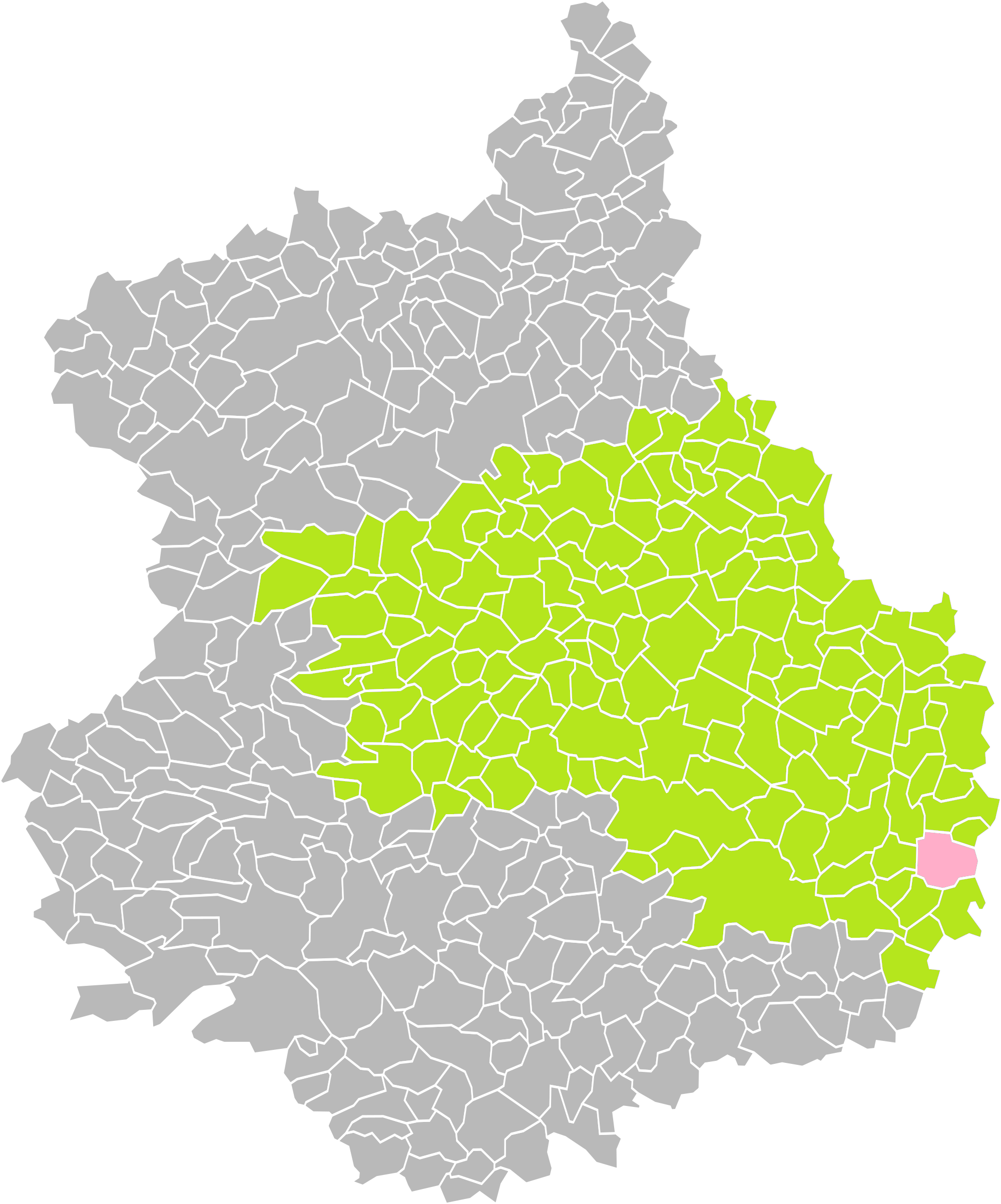
Oinville-Saint-Liphard dans son arrondissement.
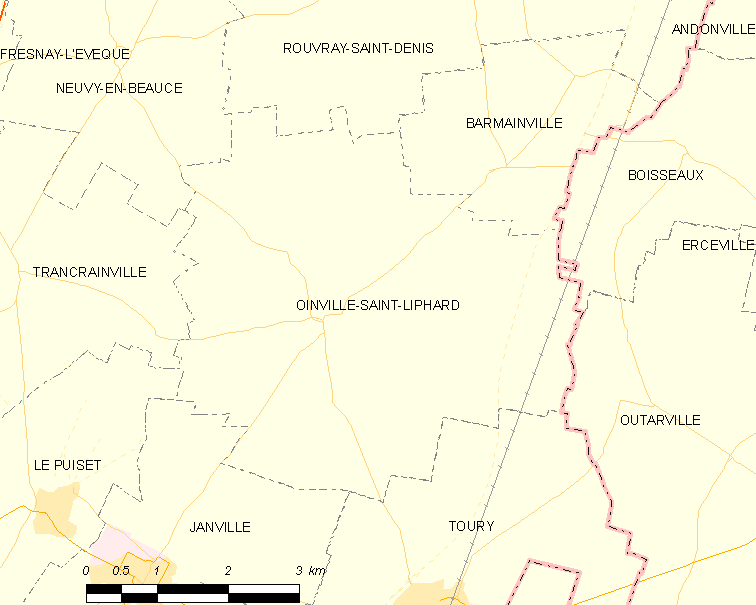
Carte de la commune d'Oinville-Saint-Liphard.

### Communes et département limitrophes
| Neuvy-en-Beauce          | Rouvray-Saint-Denis    | Barmainville        |
| Le Puiset Trancrainville | Oinville-Saint-Liphard | Boisseaux (Loiret)  |
| Janville                 | Toury                  | Outarville (Loiret) |

### Climat
Pour des articles plus généraux, voir Climat du Centre-Val de Loire et Climat d'Eure-et-Loir.
En 2010, le climat de la commune est de type climat océanique dégradé des plaines du Centre et du Nord, selon une étude du CNRS s'appuyant sur une série de données couvrant la période 1971-2000. En 2020, Météo-France publie une typologie des climats de la France métropolitaine dans laquelle la commune est exposée à un climat océanique altéré et est dans la région climatique  Sud-ouest du bassin Parisien, caractérisée par une faible pluviométrie, notamment au printemps (120 à 150 mm) et un hiver froid (3,5 °C). 
Pour la période 1971-2000, la température annuelle moyenne est de 10,6 °C, avec une amplitude thermique annuelle de 15,2 °C. Le cumul annuel moyen de précipitations est de 641 mm, avec 10,8 jours de précipitations en janvier et 7,4 jours en juillet. Pour la période 1991-2020, la température moyenne annuelle observée sur la station météorologique de Météo-France la plus proche, « Louville », sur la commune de Louville-la-Chenard à 14 km à vol d'oiseau, est de 11,5 °C et le cumul annuel moyen de précipitations est de 625,8 mm,. Pour l'avenir, les paramètres climatiques de la commune estimés pour 2050 selon différents scénarios d'émission de gaz à effet de serre sont consultables sur un site dédié publié par Météo-France en novembre 2022.

## Urbanisme

### Typologie
Au 1er janvier 2024, Oinville-Saint-Liphard est catégorisée commune rurale à habitat dispersé, selon la nouvelle grille communale de densité à 7 niveaux définie par l'Insee en 2022.
Elle est située hors unité urbaine. Par ailleurs la commune fait partie de l'aire d'attraction de Paris, dont elle est une commune de la couronne,. 

### Occupation des sols
L'occupation des sols de la commune, telle qu'elle ressort de la base de données européenne d’occupation biophysique des sols Corine Land Cover (CLC), est marquée par l'importance des territoires agricoles (100 % en 2018), une proportion identique à celle de 1990 (100 %). La répartition détaillée en 2018 est la suivante : 
terres arables (100 %). L'évolution de l’occupation des sols de la commune et de ses infrastructures peut être observée sur les différentes représentations cartographiques du territoire : la carte de Cassini (XVIIIe siècle), la carte d'état-major (1820-1866) et les cartes ou photos aériennes de l'IGN pour la période actuelle (1950 à aujourd'hui).

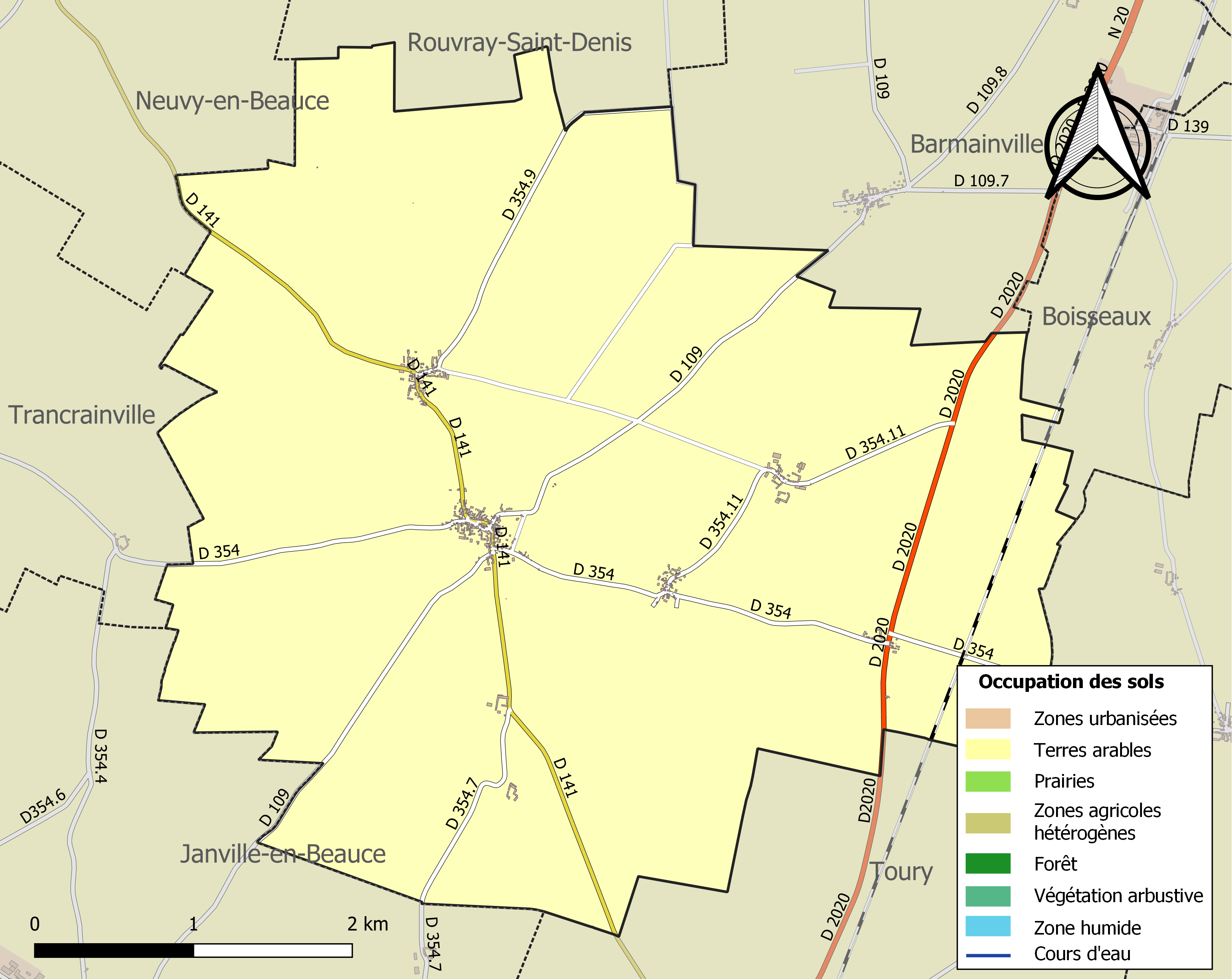
Carte des infrastructures et de l'occupation des sols de la commune en 2018 (CLC).

### Risques majeurs
Le territoire de la commune d'Oinville-Saint-Liphard est vulnérable à différents aléas naturels : météorologiques (tempête, orage, neige, grand froid, canicule ou sécheresse), inondations, mouvements de terrains et séisme (sismicité très faible). Il est également exposé à un risque technologique, le transport de matières dangereuses. Un site publié par le BRGM permet d'évaluer simplement et rapidement les risques d'un bien localisé soit par son adresse soit par le numéro de sa parcelle.

#### Risques naturels
Certaines parties du territoire communal sont susceptibles d’être affectées par le risque d’inondation par débordement de cours d'eau, notamment la Conie et la Conie. La commune a été reconnue en état de catastrophe naturelle au titre des dommages causés par les inondations et coulées de boue survenues en 1999,.

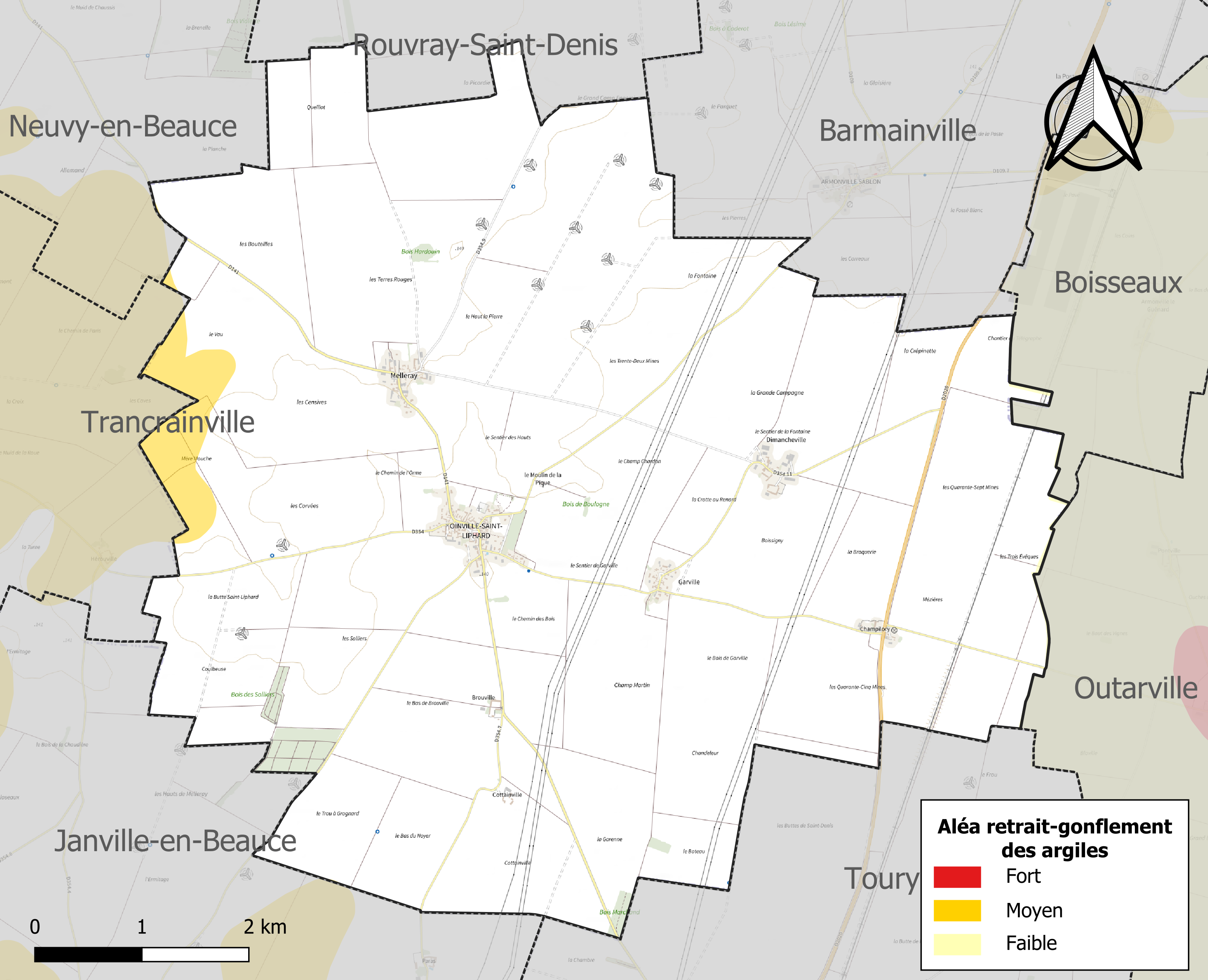
Carte des zones d'aléa retrait-gonflement des sols argileux d'Oinville-Saint-Liphard.

La commune est vulnérable au risque de mouvements de terrains constitué principalement du retrait-gonflement des sols argileux. Cet aléa est susceptible d'engendrer des dommages importants aux bâtiments en cas d’alternance de périodes de sécheresse et de pluie. 1,9 % de la superficie communale est en aléa moyen ou fort (52,8 % au niveau départemental et 48,5 % au niveau national). Sur les 164 bâtiments dénombrés sur la commune en 2019, 0 sont en aléa moyen ou fort, soit 0 %, à comparer aux 70 % au niveau départemental et 54 % au niveau national. Une cartographie de l'exposition du territoire national au retrait gonflement des sols argileux est disponible sur le site du BRGM,.
Concernant les mouvements de terrains, la commune a été reconnue en état de catastrophe naturelle au titre des dommages causés par des mouvements de terrain en 1999 et 2016.

#### Risques technologiques
Le risque de transport de matières dangereuses sur la commune est lié à sa traversée par des infrastructures routières ou ferroviaires importantes ou la présence d'une canalisation de transport d'hydrocarbures. Un accident se produisant sur de telles infrastructures est en effet susceptible d’avoir des effets graves au bâti ou aux personnes jusqu’à 350 m, selon la nature du matériau transporté. Des dispositions d’urbanisme peuvent être préconisées en conséquence.

## Toponymie
Le nom de la localité est attesté sous les formes Univilla vers 986,, Audoeni villa en 1086, Ouinville en 1208,.
Il s'agit d'une formation toponymique en -ville au sens ancien de « domaine rural » dont le premier élément Oin- représente un anthroponyme. Oin- résulte peut-être de l'évolution phonétique d’Audowin (latinisé en Audoenus), nom de personne germanique, connu également sous les formes Audouin, Audoin et Ouen, par exemple Saint-Ouen. Cependant, la forme la plus ancienne ne va pas vraiment dans ce sens, c'est pourquoi Albert Dauzat propose également les anthroponymes germaniques Unno et Huno (déjà reconnus respectivement dans Oinville-sur-Montcient et Oinville-sous-Auneau). En revanche, pour expliquer la forme primitive Univilla, Ernest Nègre suppose une hypothétique aphérèse de l'élément Aud- dans *Audunivilla (non attesté) > Univilla, mais qui à l'avantage de rendre compte de la forme suivante Audoeni villa, apparue cent ans plus tard.
Saint-Liphard fait référence à l'évêque Liphard d'Orléans.
La ferme de Brouville est située entre le bourg d'Oinville-Saint-Liphard et Janville.

## Histoire

### Époque contemporaine

#### XIXesiècle
En février 1816, la variole, ou petite vérole, se manifeste dans la commune, plusieurs enfants en sont gravement atteints, l'un d'eux succombe.

## Politique et administration

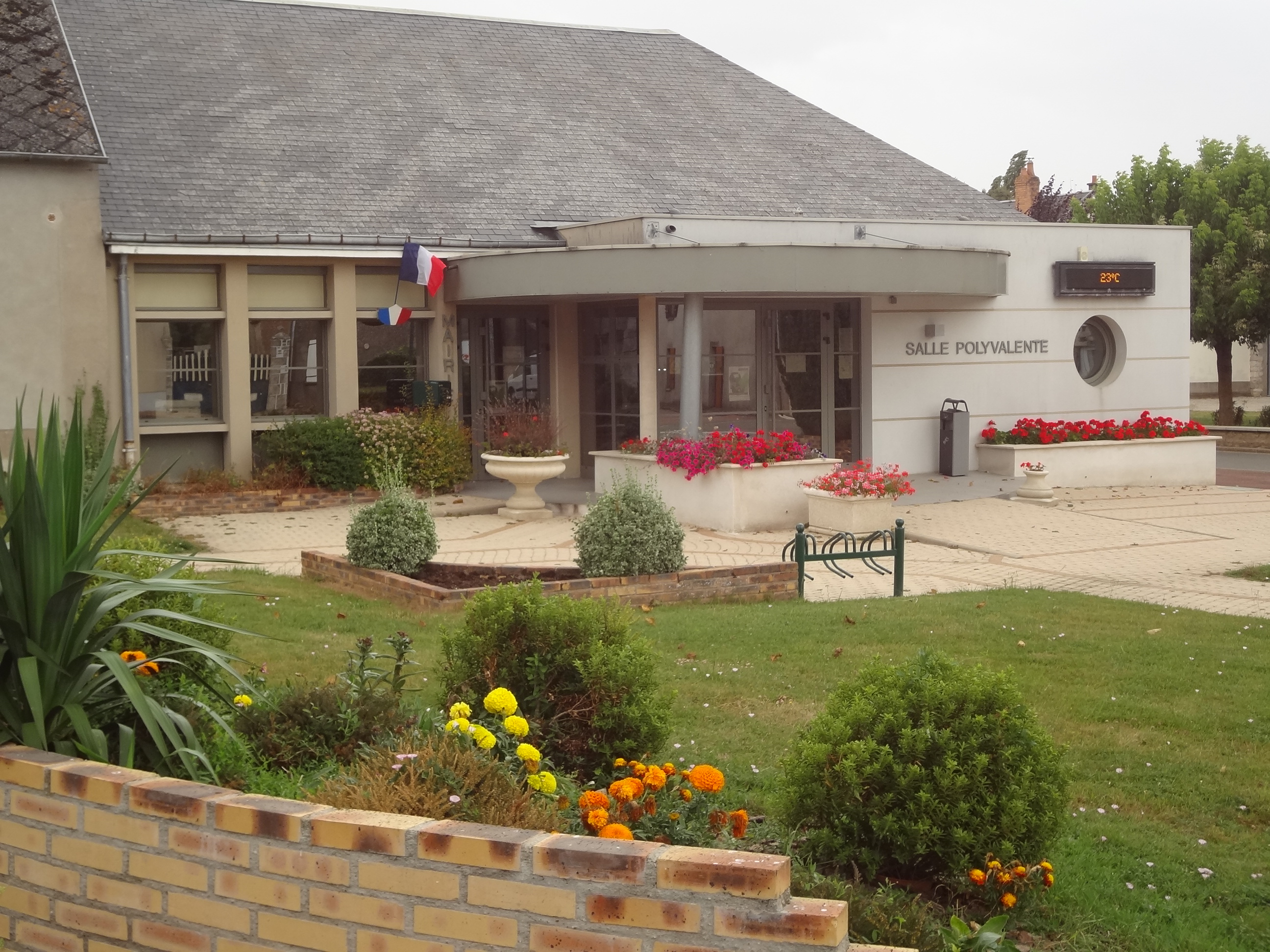
Mairie et salle polyvalente.

### Liste des maires
| Période                                  | Période  | Identité     | Étiquette | Qualité     |
| ---------------------------------------- | -------- | ------------ | --------- | ----------- |
| mars 2008                                | En cours | Alain Dupuis | SE        | Agriculteur |
| Les données manquantes sont à compléter. |          |              |           |             |

## Population et société

### Démographie
L'évolution du nombre d'habitants est connue à travers les recensements de la population effectués dans la commune depuis 1793. Pour les communes de moins de 10 000 habitants, une enquête de recensement portant sur toute la population est réalisée tous les cinq ans, les populations de référence des années intermédiaires étant quant à elles estimées par interpolation ou extrapolation. Pour la commune, le premier recensement exhaustif entrant dans le cadre du nouveau dispositif a été réalisé en 2006.

En 2022, la commune comptait 277 habitants, en évolution de +1,09 % par rapport à 2016 (Eure-et-Loir : −0,23 %, France hors Mayotte : +2,11 %).
| 1793 | 1800 | 1806 | 1821 | 1831 | 1836 | 1841 | 1846 | 1851 |
| ---- | ---- | ---- | ---- | ---- | ---- | ---- | ---- | ---- |
| 627  | 629  | 652  | 679  | 692  | 667  | 644  | 676  | 694  |

| 1856 | 1861 | 1866 | 1872 | 1876 | 1881 | 1886 | 1891 | 1896 |
| ---- | ---- | ---- | ---- | ---- | ---- | ---- | ---- | ---- |
| 679  | 665  | 680  | 583  | 591  | 573  | 581  | 560  | 566  |

| 1901 | 1906 | 1911 | 1921 | 1926 | 1931 | 1936 | 1946 | 1954 |
| ---- | ---- | ---- | ---- | ---- | ---- | ---- | ---- | ---- |
| 548  | 591  | 568  | 506  | 522  | 521  | 514  | 470  | 441  |

| 1962 | 1968 | 1975 | 1982 | 1990 | 1999 | 2006 | 2011 | 2016 |
| ---- | ---- | ---- | ---- | ---- | ---- | ---- | ---- | ---- |
| 417  | 380  | 324  | 297  | 272  | 269  | 269  | 264  | 274  |

| 2021 | 2022 | - | - | - | - | - | - | - |
| ---- | ---- | - | - | - | - | - | - | - |
| 277  | 277  | - | - | - | - | - | - | - |

## Économie

### Énergie éolienne

#### La butte Saint-Liphard
Ce parc éolien, mis en service en mai 2007 par la société Ardian sur les communes d'Oinville-Saint-Liphard et de Janville, réunit quatre turbines Nordex N90/2500 d'une puissance de 2,5 MW chacune, développant une puissance totale de 10 MW.

#### Les hauts de Melleray
Mis en service en juillet 2007 par la société JPee sur les mêmes communes, ce parc regroupe quatre turbines Nordex N90/2500, totalisant également une puissance nominale de 10 MW.

#### Parc du Bois Cheneau
Dans la commune et les communes voisines de Barmainville et Rouvray-Saint-Denis, la société Futuren met en service en août 2009 cinq turbines Enercon E82 d'une puissance de 2 MW chacune, cumulant une puissance totale de 10 MW.

#### Parc du Grand Camp
Implanté également sur les communes voisines de Barmainville, Neuvy-en-Beauce et Rouvray-Saint-Denis, le parc éolien du Grand Camp, mis en service en septembre 2010 par Boralex, réunit 5 turbines Enercon E82 d'une puissance de 2 MW chacune, totalisant une puissance de 10 MW.

## Culture locale et patrimoine

### Lieux et monuments

#### Église Saint-Liphard
L'église Saint-Liphard arbore, en haut du clocher, un croissant de lune, emblème du dernier pape connu d'Avignon Benoît XIII, dit Pedro de Luna.
Au moins trois de ses vitraux sont signés par le maître verrier chartrain Charles Lorin dont un vitrail représentant saint Paul (1920) et un deuxième la Vierge à l'enfant (1923).
En 2019, une collecte de fonds est parrainée par la Fondation du patrimoine et des travaux sont engagés.

L'église Saint-Liphard
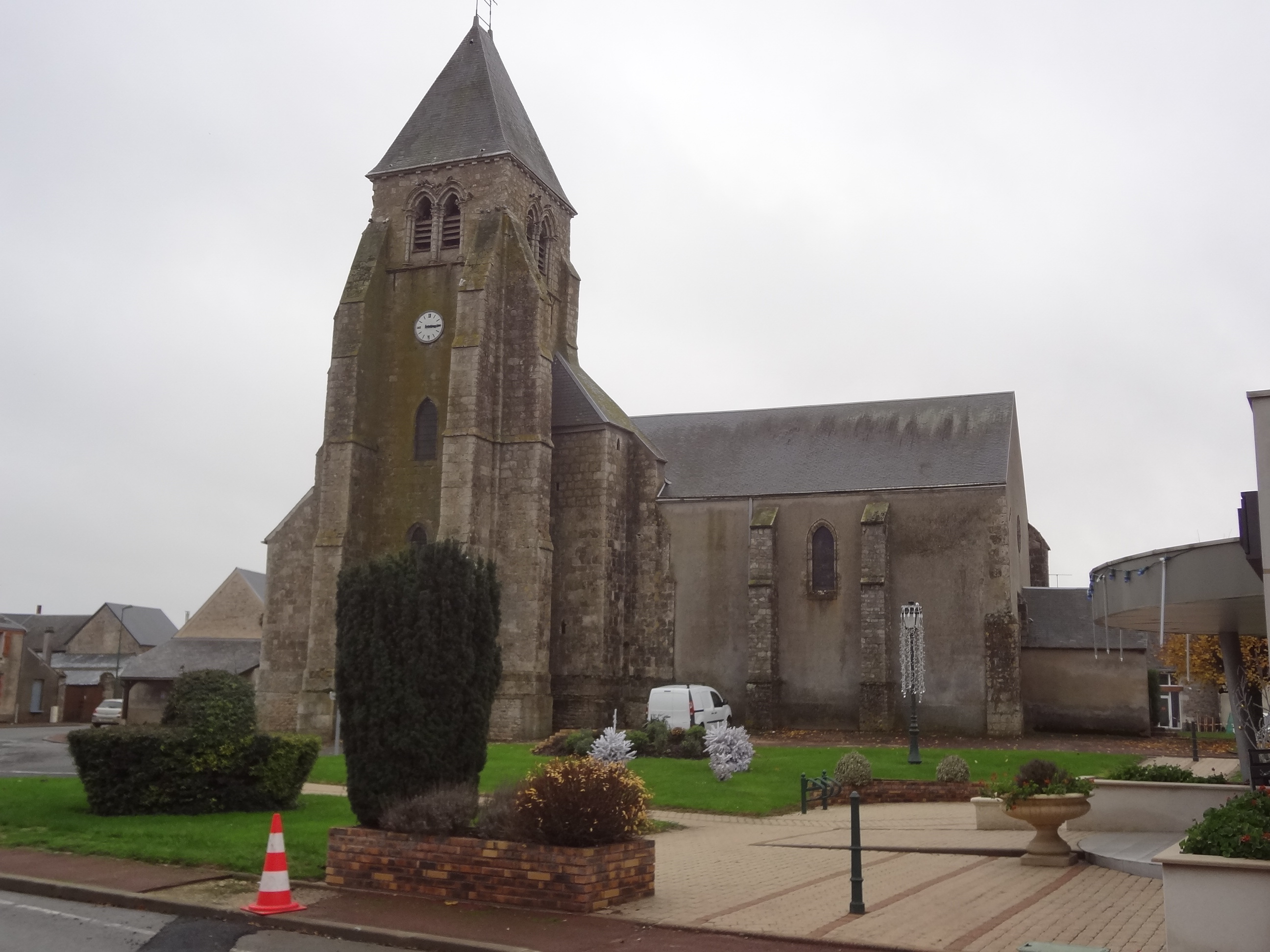
Vue générale.
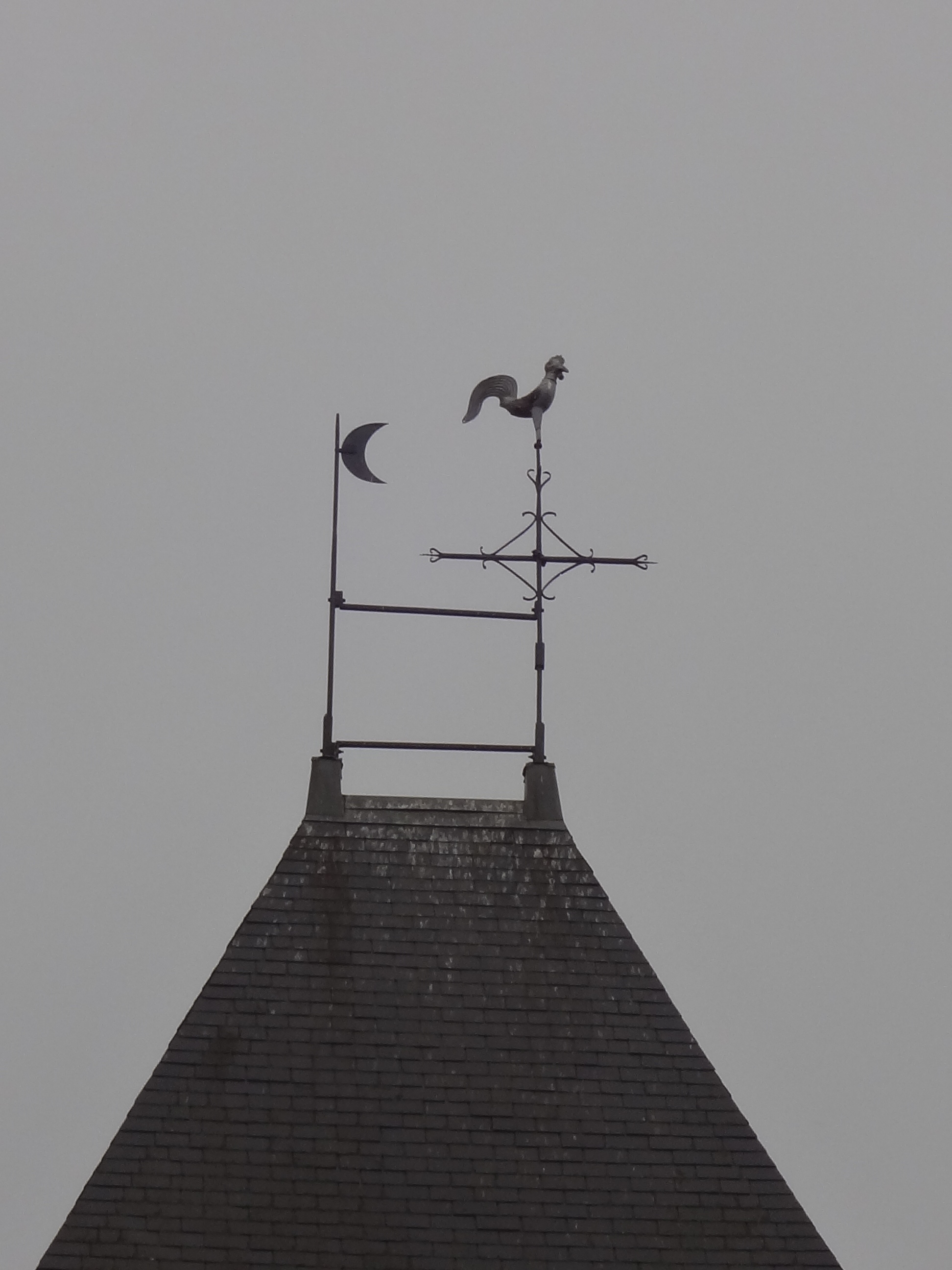
Clocher avec coq et croissant.
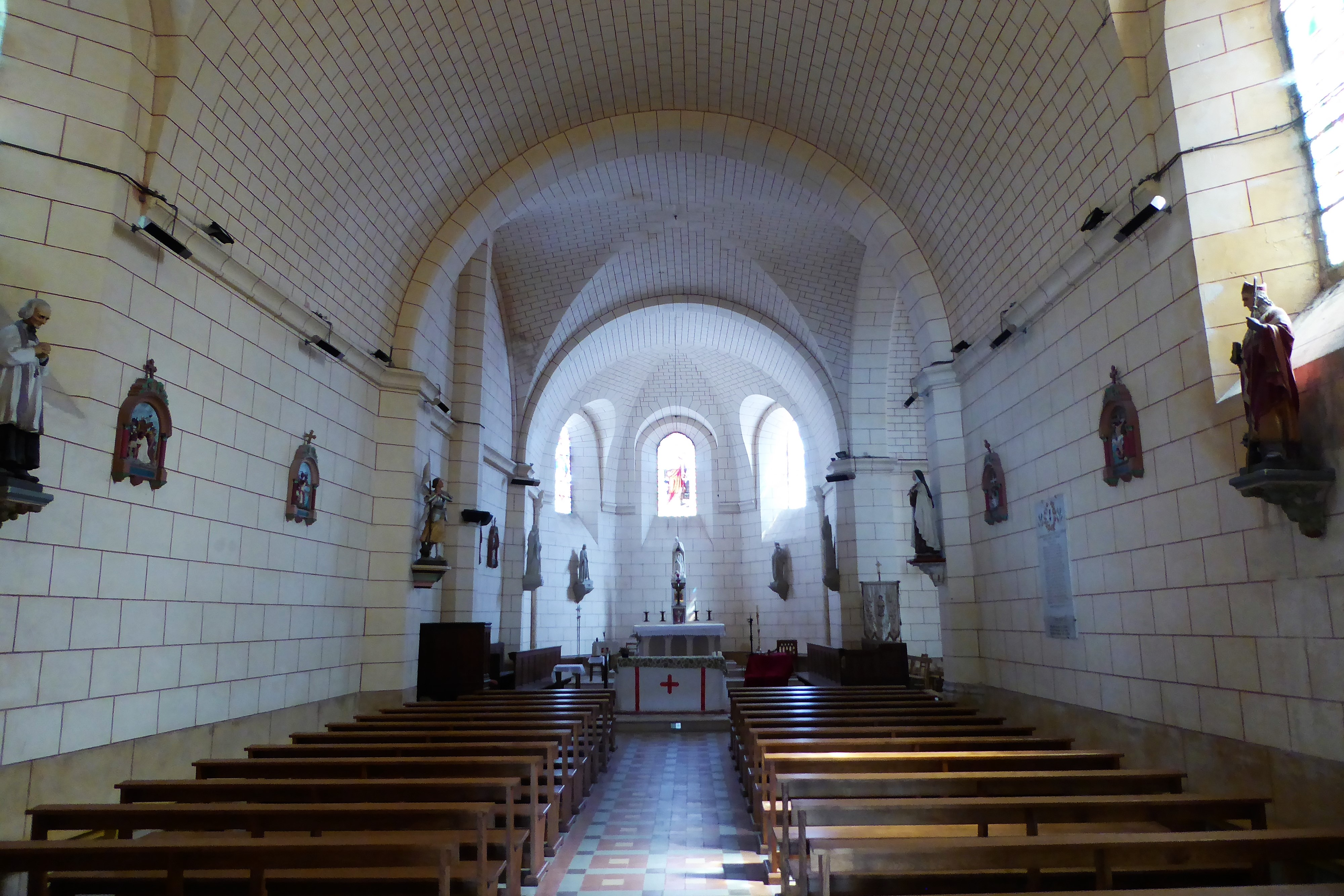
Intérieur de l'église.
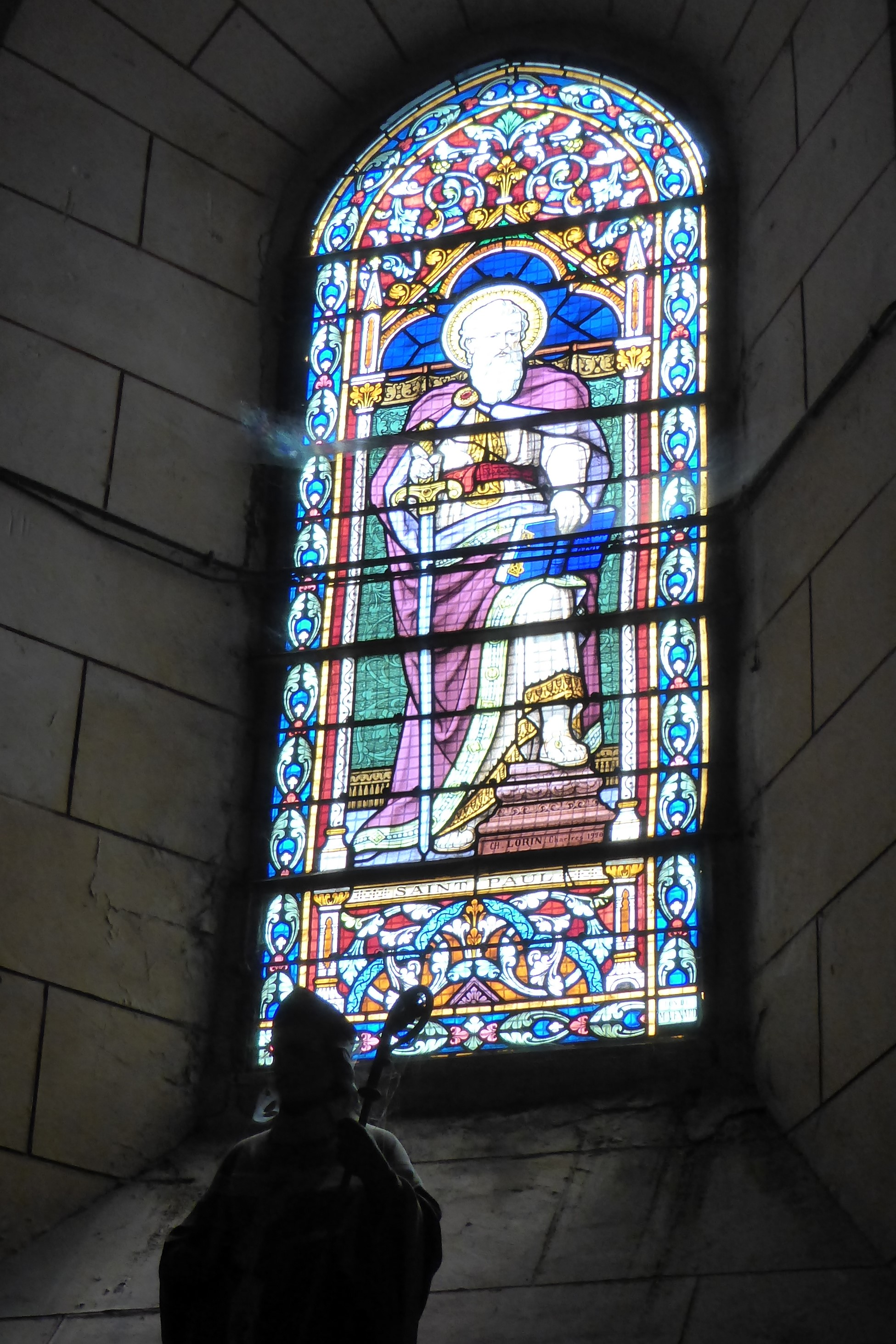
Saint-Paul par Charles Lorin, 1920.
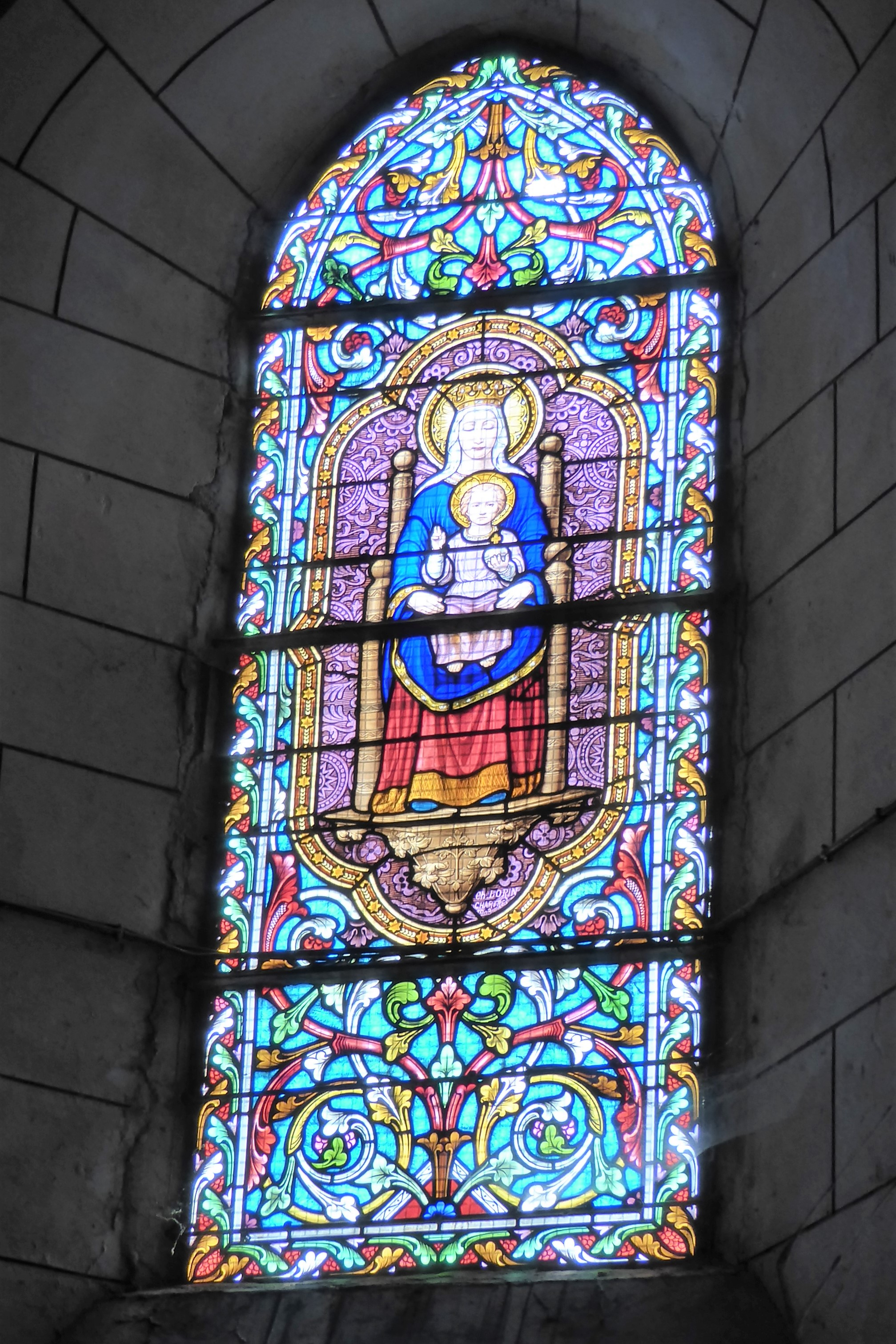
Vierge à l'Enfant par Charles Lorin, 1923.
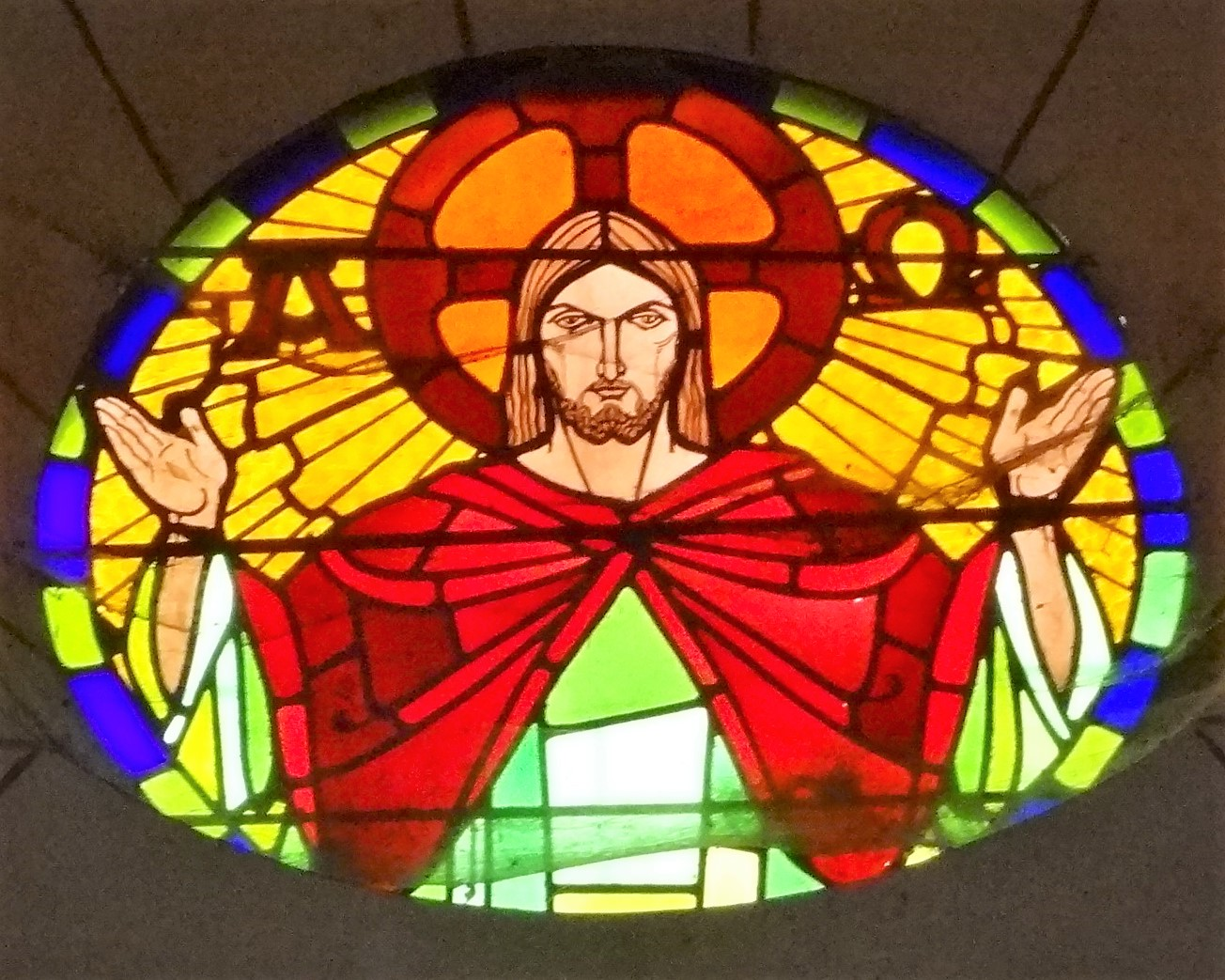
Oculus.
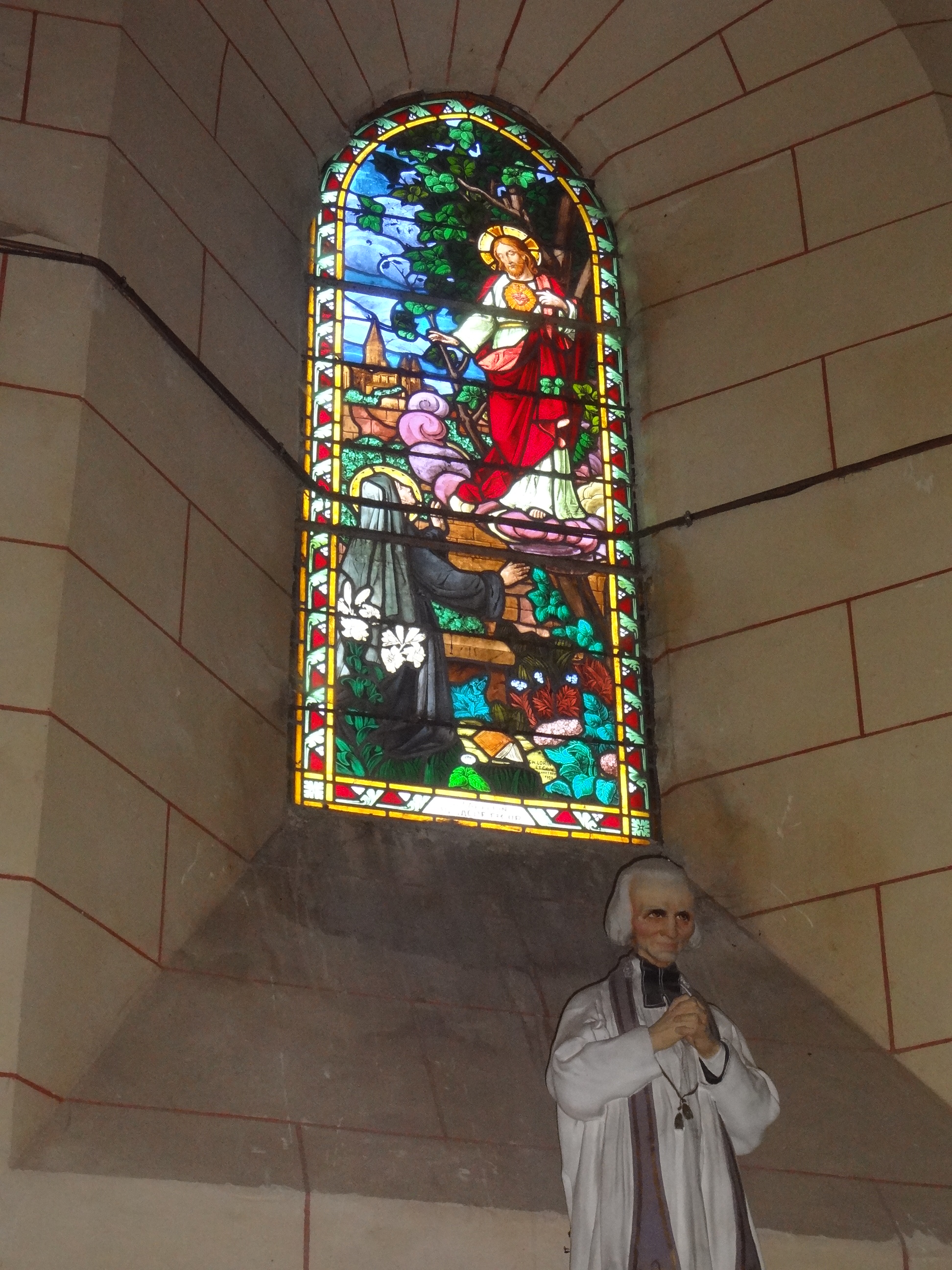
Vitrail de Charles Lorin.

### Personnalités liées à la commune
- Jacques Henri de Sabrevois d'Oyenville (1727- inconnue), maréchal de camp des armées de la Révolution y est décédé à une date inconnue.

### Héraldique
| Blason de Oinville-Saint-Liphard | Blason  | De gueules à trois gerbes de blé d'or liées de sable. |
| Blason de Oinville-Saint-Liphard | Détails | Le statut officiel du blason reste à déterminer.      |